# Alta Badia
Alta Badia, tyska Hochabtei, är en vintersportort i provinsen Bolzano i Italien. I Alta Badia har bland annat tävlingar i världscupen i utförsåkning anordnats. Orten är en del av det enorma sammanvuxna skidområdet Dolomiti Super Ski som består av tiotals dalar och över 400 liftar. Det är också en del av rundturen Sellaronda.